# Hormona esteroide
As hormonas esteroides (AO 1945: hormonas esteróides) são esteroides que podem actuar como hormonas. As hormonas esteroides em mamíferos podem ser agrupadas em cinco grupos, de acordo com o tipo de receptor a que se ligam: glicocorticoides, mineralocorticoides, androgénios, estrogénios e progestagénios.
As hormonas esteroides naturais são sintetizadas a partir do colesterol, nas gónadas e glândulas adrenais. Estas formas de hormonas são lípidos. Podem entrar na membrana celular de maneira fácil, entrando directamente no núcleo. Estas hormonas são geralmente transportadas na corrente sanguínea ligadas a proteínas transportadoras. Conversões posteriores e o catabolismo ocorre no fígado, em tecidos periféricos e nos tecidos-alvo.
Porque são facilmente solúveis em lípidos, os esteróides e esteróis podem difundir livremente do sangue até à membrana celular e ao citoplasma das células-alvo. No citoplasma, o esteróide pode ou não sofrer modificações mediadas por enzimas, como reduções, hidroxilações ou aromatizações. No citoplasma, o esteróide liga-se ao receptor específico. Após a ligação, muitos tipos de receptores de esteróides dimerizam: duas subunidades de receptores ligam-se entre si para formar uma unidade funcional de ligação ao ADN, que pode entrar no núcleo celular. Em alguns dos sistemas hormonais existentes, o receptor é associado com uma proteína de choque térmico que é libertada quando se dá a conexão do ligando, a hormona. Uma vez no núcleo, o complexo liga-se a sequências específicas de ADN e induz a transcrição dos genes-alvo.